# Myllaena audax
Myllaena audax är en skalbaggsart som beskrevs av Thomas Casey 1911. Myllaena audax ingår i släktet Myllaena och familjen kortvingar. Inga underarter finns listade i Catalogue of Life.